# Амон (цар Юдеї)
Амон — син Манасії та Мешуллемет (2 Цар. 21:19), цар Юдейського царства з 642 по 640 р. до н. е. (2 Хр. 33:21-25).
Амон зійшов на престол Юдеї у віці 22 років. Царював він всього два роки, оскільки був убитий унаслідок змови, організованої своїми слугами. Як і батько практикував ідолопоклонство. Наступником народ вибрав його сина Йосію.